# Erwin Axer

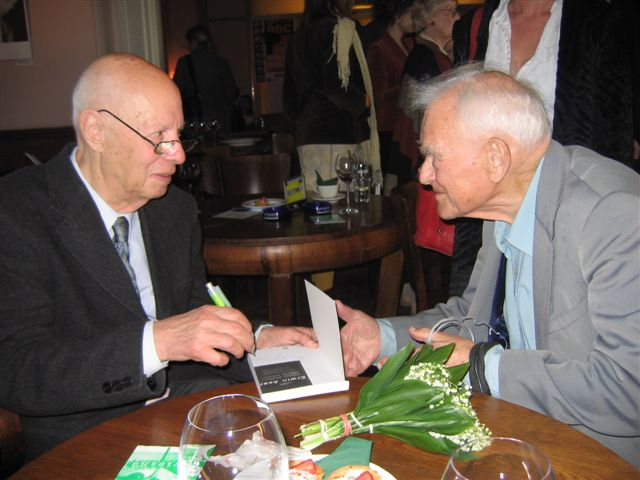
Erwin Axer i Ryszard Matuszewski, 2006

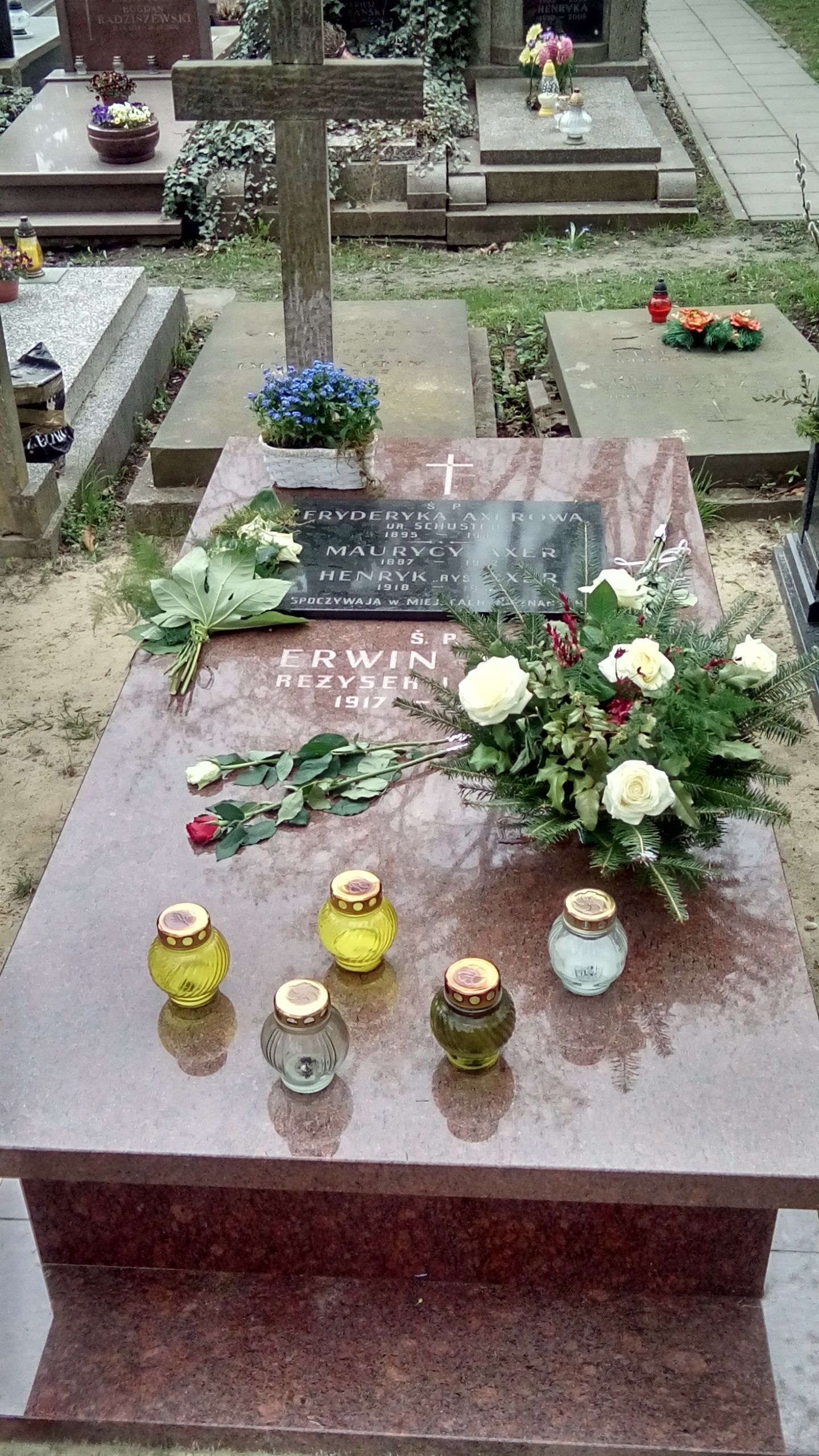
Grób Erwina Axera na cmentarzu Wojskowym na Powązkach

Erwin Axer (ur. 1 stycznia 1917 w Wiedniu, zm. 5 sierpnia 2012 w Warszawie) – polski reżyser teatralny, autor felietonów teatralnych i zapisków wspomnieniowych. 

## Życiorys
Urodzony w zasymilowanej żydowskiej rodzinie Maurycego Axera (1886–1942), adwokata, i Ernestyny Fryderyki z Schusterów (1895–1982). Dzieciństwo i młodość spędził we Lwowie. W 1939 ukończył studia na Wydziale Sztuki Reżyserskiej Państwowego Instytutu Sztuki Teatralnej. Debiutował na scenie Teatru Narodowego sztuką Księżyc nad Karybami Eugene’a O’Neilla. Kolejne jego przedwojenne inscenizacje to:
- opera Macieja Kamieńskiego Nędza uszczęśliwiona (1938)
- Zwiastowanie Paula Claudela (1938)
- Panna Julia Augusta Strindberga (marzec 1939).

Po wybuchu II wojny światowej wrócił do Lwowa, gdzie spędził trzy lata (1939–1942). W czasie okupacji sowieckiej, gdy czynny był Polski Teatr Dramatyczny we Lwowie, reżyserował w nim (m.in. Pannę Maliczewską Gabrieli Zapolskiej) i grał epizodyczne role. Po aresztowaniu ojca w końcu 1942 wyjechał do Warszawy.
Brał udział w powstaniu warszawskim, po jego upadku został uwięziony w stalagu. Pracował w kamieniołomach w górach Harzu. Po wojnie wrócił do Polski. W 1946 został kierownikiem Teatru Kameralnego Domu Żołnierza w Łodzi (teatr ten po przeniesieniu do Warszawy w 1949 przemianowano na Teatr Współczesny). Kierował nim do 1981. W latach 1954–1957 był dyrektorem połączonych scen Teatru Współczesnego i Narodowego. 
Od 1962 reżyserował regularnie za granicą – w Niemczech, Szwajcarii, Związku Radzieckim, Stanach Zjednoczonych i Holandii, zaś od 1972 był stałym reżyserem-gościem wiedeńskiego Burgtheater. 
W latach 1949–1979, z małymi przerwami, wykładał na Wydziale Reżyserii w warszawskiej PWST. Napisał liczne eseje o teatrze oraz krótkie formy literackie, porównywane do prozy Antona Czechowa. Zostały one opublikowane w miesięcznikach „Dialog” i „Teatr” oraz w książkach: Listy ze sceny (1955, 1957), Sprawy teatralne (1966), Ćwiczenia pamięci (1984, 1991, 1998), Kłopoty młodości, kłopoty starości (2006), Z pamięci (2007).
W Seksmisji, filmie Juliusza Machulskiego, Wiesław Michnikowski zadedykował graną przez siebie rolę „Jej Ekscelencji” właśnie jemu. Należał do Polskiej Zjednoczonej Partii Robotniczej.
Był mężem Bronisławy Kreczmar i ojcem Jerzego Axera, filologa klasycznego. Był też związany z aktorką Zofią Mrozowską, z którą miał syna Andrzeja Axera, socjologa i szefa zakładu psychiatrycznego Columbia Care Services w Portland (Oregon). Erwin Axer mieszkał w Warszawie przy ulicy Odyńca.
Zmarł po długiej i ciężkiej chorobie w wieku 95 lat. Mszy świętej pogrzebowej, która odbyła się 16 sierpnia 2012 w kościele pw. św. Karola Boromeusza, przewodniczył ks. Wiesław Niewęgłowski. Axera żegnali jego aktorzy; m.in. Maja Komorowska, Ignacy Gogolewski, Damian Damięcki. Odczytano listy nadesłane od prezydenta RP Bronisława Komorowskiego, ministra kultury i dziedzictwa narodowego Bogdana Zdrojewskiego i prezesa ZASP Olgierda Łukaszewicza. Został pochowany na cmentarzu Wojskowym na Powązkach (kwatera A-2-37). 

## Ordery i odznaczenia
- Krzyż Wielki Orderu Odrodzenia Polski (11 listopada 1996)[5]
- Order Sztandaru Pracy I klasy[6]
- Order Sztandaru Pracy II klasy (19 lipca 1954)[7]
- Krzyż Komandorski Orderu Odrodzenia Polski[6]
- Krzyż Oficerski Orderu Odrodzenia Polski (22 lipca 1952)[8]
- Medal 10-lecia Polski Ludowej (19 stycznia 1955)[9]
- Złoty Medal „Zasłużony Kulturze Gloria Artis” (27 października 2005)[10]
- Odznaka „Zasłużony Działacz Kultury” (1965)[11]
- Medal 90-lecia ZAiKS-u (2009)[12]
- Dyplom Ministerstwa Kultury ZSRR (1979)[13]

## Nagrody i wyróżnienia
- Nagroda Państwowa II stopnia (1953)
- Nagroda Państwowa I stopnia za artystyczną działalność teatralną w minionym 10-leciu (1955)[14]
- Nagroda im. Tadeusza Boya-Żeleńskiego za osiągnięcia reżyserskie w warszawskim Teatrze Współczesnym (1960)
- Nagroda Sekcji Krytyków Teatralnych Polskiego Ośrodka Międzynarodowego Instytutu Teatralnego przyznawanej w ramach nagrody im. Stanisława Ignacego Witkiewicza za popularyzację polskiej kultury teatralnej za granicą (1993)[15]